# Gold Center

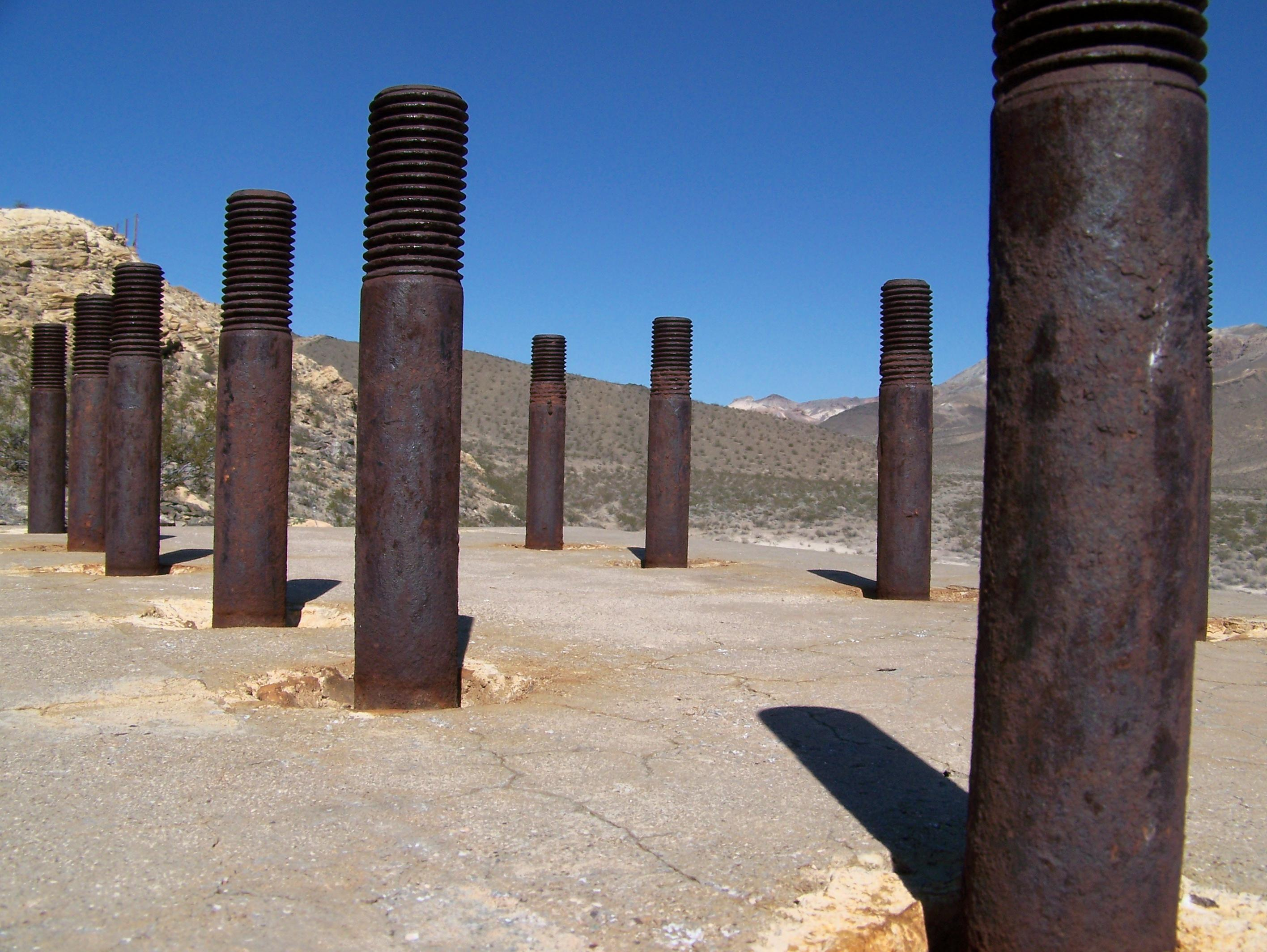
Cimientos de un edificio en Gold Center.

Gold Center es un despoblado localizado en el condado de Nye, Nevada, Estados Unidos.

## Historia
La localidad inició su apogeo cuando la compañía ferrocarrilera Tonopah and Tidewater Railroad enlazó con el sitio en 1906. Justo el año siguiente comenzaron a surgir establecimientos comerciales como tiendas, saloons, oficina postal y hotel. Entre ellas destacaba la Gold Center Ice and Brewing Company que fabricaba cerveza y hielo; esta empresa fue única en su tipo, en Nevada, en ese tiempo. Cuando la vecina población de Rhyolite comenzó a decaer en 1908, Gold Center tuvo sus días contados. En 1911 habitaban 11 personas y al final de esta década el tren dejó de transitar por la zona. En la actualidad son visibles los cimientos de algunos edificios.